# Małgorzata Fonfria-Pereda
Małgorzata Fonfria-Pereda (ur. 1947 w  Gdyni) – polska malarka, pedagog PWSSP w Gdańsku.

## Życiorys
Studiowała w Państwowej Wyższej Szkole Sztuk Plastycznych w Gdańsku, dyplom w 1972 w pracowni prof. Kazimierza Śramkiewicza. Pracowała na gdańskiej uczelni w Katedrze Malarstwa i Rysunku w latach 1972–1982. Obecnie mieszka w Hamburgu.